# Portela e Extremo
Portela e Extremo (oficialmente: União das Freguesias de Portela e Extremo) é uma freguesia portuguesa do município de Arcos de Valdevez, com 11,61 km² de área e 323 habitantes (censo de 2021). A sua densidade populacional é 27,8 hab./km².

## História
Foi constituída em 2013, no âmbito de uma reforma administrativa nacional, pela agregação das antigas freguesias de Portela e Extremo e tem sede em Portela.

## Demografia
A população registada nos censos foi:
| Distribuição da População por Grupos Etários | Distribuição da População por Grupos Etários | Distribuição da População por Grupos Etários | Distribuição da População por Grupos Etários | Distribuição da População por Grupos Etários | Distribuição da População por Grupos Etários |
| -------------------------------------------- | -------------------------------------------- | -------------------------------------------- | -------------------------------------------- | -------------------------------------------- | -------------------------------------------- |
| Antes da agregação                           |                                              |                                              |                                              |                                              |                                              |
| Ano                                          | 0-14 anos                                    | 15-24 anos                                   | 25-64 anos                                   | >= 65 anos                                   | Total                                        |
| 2001                                         | 42                                           | 46                                           | 212                                          | 164                                          | 464                                          |
| 2011                                         | 27                                           | 31                                           | 187                                          | 175                                          | 420                                          |
| Após a agregação                             |                                              |                                              |                                              |                                              |                                              |
| Ano                                          | 0-14 anos                                    | 15-24 anos                                   | 25-64 anos                                   | >= 65 anos                                   | Total                                        |
| 2021                                         | 8                                            | 21                                           | 126                                          | 168                                          | 323                                          |